# Gulathingslov
Das Gulathingslov gilt als die älteste überlieferte Gesetzessammlung Norwegens.

## Historischer Versammlungsort und Gültigkeitsgebiet des Gulathings

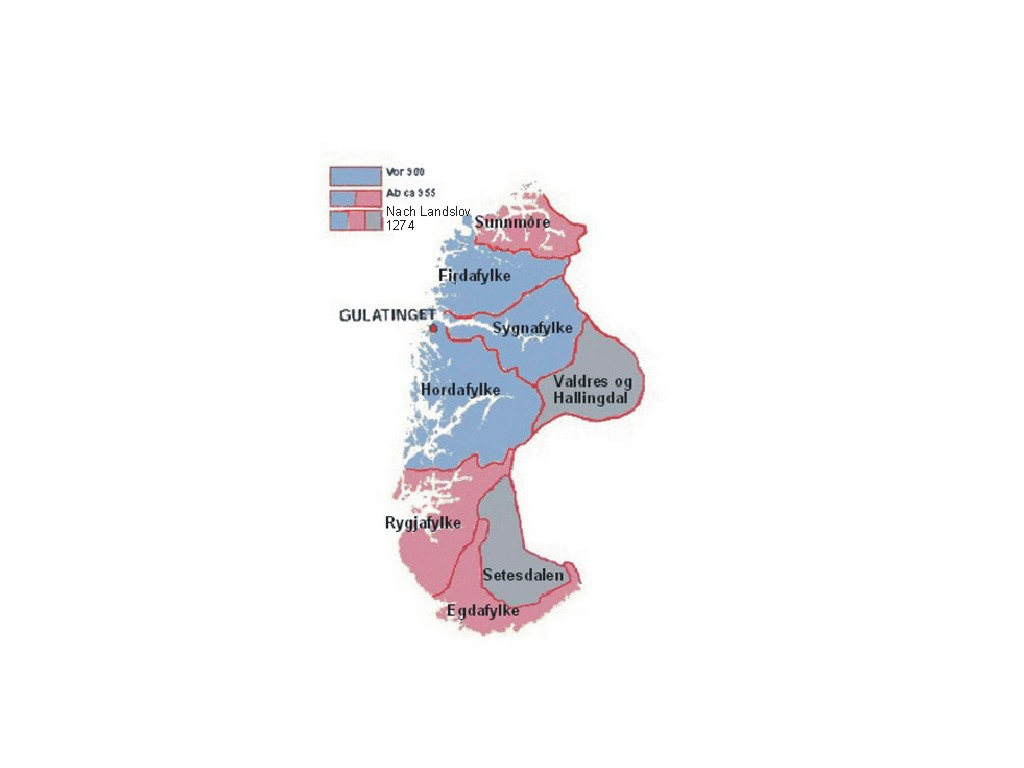
Zuständigkeitsbereich des Gulathings

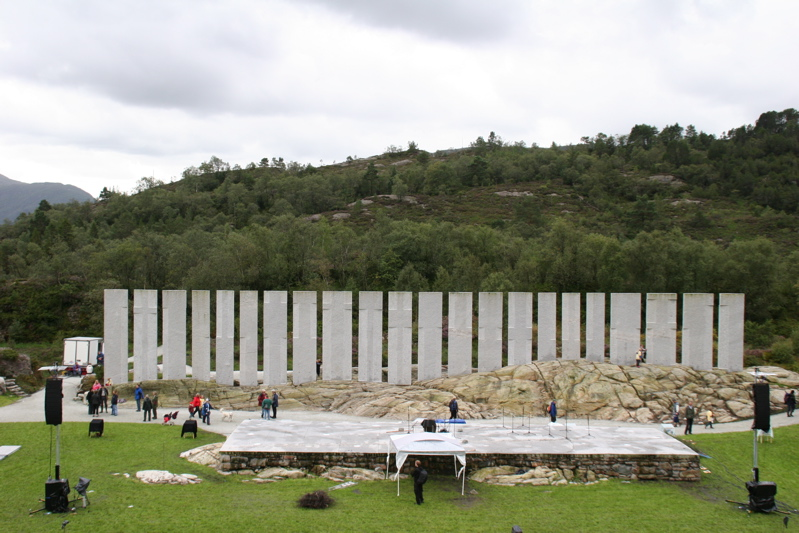
Denkmal zur 1000-Jahrsfeier des Gulathings.

Der Platz, auf dem das Gulathing stattfand, lag innerhalb der heutigen Kommune Gulen am Gulafjord, ein kleiner Fjord unmittelbar südlich des Sognefjordes, ist aber nicht genau bekannt. Man vermutet, dass das Thing zunächst in Eivindvik, später ein paar Kilometer östlich in Flolid abgehalten wurde.
Das Gulathing war ein Thingverband, dem nach Aussage des Gulathingslov das Hordafylke, das Rygjafylke, das Firdafylke, das Sygnafylke, das Egdafylke und die Bonden von Sunnmøre angehörten. Unter Magnus lagabætir (1238–1280) kamen noch Valdres og Hallingdal und Setesdal hinzu.
1274 ließ König Magnus lagabætir sein das Landslov vom Allthing verabschieden, welches das Gulathingslov als Gesetzessammlung ablöste. Das Gulathing als regelmäßige Stammesversammlung und Schiedsveranstaltung blieb erhalten und wendete die neuen Gesetze an.
Kurz vor 1300 wurde das Gulathing nach Bergen verlegt. 1604 war unter Christian IV. das Gulathing im Gesetz auch terminologisch zum „Bergen Lagting“. 1797 wurde es schließlich völlig aufgehoben.

## Entstehung und Überlieferung
Die isländische Tradition geht davon aus, dass kurz vor 930 der weise Úlfjótur nach Norwegen geschickt wurde, um von dort das Gesetz über die Thingordnung zu studieren. Nach drei Jahren sei er mit einer ausführlichen Gesetzessammlung mit Anpassungen an die Gegebenheiten Islands zurückgekehrt und damit erster Gesetzessprecher Islands geworden. Dies setzt eine schon weit ausgebildete Rechtstradition zu dieser Zeit in Norwegen voraus.
In der Egils saga wird das Gericht des Gulathings zur Zeit von Erich Blutaxt kurz beschrieben: 

„En þar er dómurinn var settur, var völlur sléttur og settar niður heslistengur í völlinn í hring, en lögð um utan snæri umhverfis; voru það kölluð vébönd. En fyrir innan í hringinum sátu dómendur, tólf úr Firðafylki og tólf úr Sygnafylki, tólf úr Hörðafylki; þær þrennar tylftir manna skyldu þar dæma um mál manna. Arinbjörn réð því, hverjir dómendur voru úr Firðafylki, en Þórður af Aurlandi, hverjir úr Sogni voru; voru þeir allir eins liðs.“

„Am Platze des Gerichtshofs war eine ebene Fläche, und rings um das Feld waren Haselstangen gesteckt. Im Kreise herum war aber eine Schnur gezogen. Man nannte dies die Gerichtsschranken. Innerhalb des Kreises saßen die Richter, zwölf aus Firðir und zwölf aus Sogn, ferner zwölf aus dem Bezirk Hörðaland. Diese drei Dutzend Männer sollten dort den Rechtsfall schlichten. Arinbjörn hatte die Richter aus Firðir bestimmt und Þorður aus Aurland die aus Sogn. Alle bildeten eine Partei.“

Manche Vorschriften des norwegischen Gulathings gehen bis in die Zeit vor Harald Hårfagre (ca. 852–933) zurück. In der späteren Überlieferung wurde das fertige Rechtsbuch dem norwegischen König Olav dem Heiligen (995–1030) zugeschrieben. Das Gulathingslov zählt die kirchlichen Festtage auf, die König Olav der Heilige und sein Bischof Grimkell, auf dem Thing von Mostar (um 1024) festgesetzt haben sollen. Unter den Feiertagen ist ein Festtag für das Gulathing am 29. Juli aufgeführt. Der Stoff ist in der Gulathingslov und der Frostathingslov unterschiedlich angeordnet, deshalb wird eine schriftliche Fixierung in dieser frühen Zeit ausgeschlossen. Im 13. Jahrhundert betrachtet Snorri das Gulathingslov als schriftlich niedergelegt.

## Datierungen der ersten Niederschrift
Die erste Niederschrift wird in der Wissenschaft unterschiedlich angesetzt.
- Konrad Maurer (1872) setzte die ersten schriftlichen Aufzeichnungen auf den Beginn des 12. Jahrhunderts oder das Ende des 11. Jahrhunderts an. Er leitete dies aus den ausführlichen Vorschriften gegen heidnische Praktiken her, die eine allgemeine Durchsetzung des Christentums noch nicht wahrscheinlich machen, und von Vorschriften, die auf eine noch sehr geringe Zahl von Priestern schließen lassen.[6] Außerdem meinte er, dass der im Rechtsbuch zitierte Olav nicht Olav der Heilige, sondern Olav Kyrre (König von Norwegen, 1066–1093) gewesen sei, da dieser begonnen habe, das Verhältnis zwischen Staat und Kirche neu zu ordnen.

- Ebbe Hertzberg (1905) datiert den ersten Abschnitt Christenrecht in die Zeit Olav Kyrres, weil die Halvardsmesse als Feiertag genannt wird[7] und Halvard erst ab 1050 als Heiliger anerkannt war. Dann sind Zehntregelungen enthalten. Der Zehnt wurde aber nach den Sagas erst von Sigurd Jarsalfari nach seiner Rückkehr vom Kreuzzug 1111 eingeführt. Die Aufnahme der Zehntregelung in den Text muss also später, wahrscheinlich unter Magnus Erlingsson (1156–1184), erfolgt sein. Zum Dritten geht der Text von festen Bischofssitzen aus, die aber erst unter Olav Kyrre eingerichtet worden sind (siehe Geschichte Norwegens von Harald Hårfagre bis zur Reichseinigung#Christianisierung).

- Knut Robberstad (1971) geht von einer Niederschrift des Christenrechts vor der zweiten Hälfte des 11. Jahrhunderts aus. Er führt die Niederschrift auf den großen Einfluss der angelsächsischen Missionare zurück. Er weist darauf hin, dass der erste angelsächsische christliche König Æthelberht I. (um 552–616) bereits fünf Jahre nach seiner Taufe (die entweder 597 oder 601 erfolgte) ein Christenrecht schuf. Robberstad bringt dies mit der Bischofsorganisation vor Olav Kyrre zusammen.[8]

- Magnus Rindal (1994) und Viðar Sigurðson (1999) verwerfen diese Überlegungen als nicht ausreichend, um das einmütige Zeugnis aller Quellen, angefangen vom Mönch Theodoricus in seiner Geschichte der norwegischen Könige von 1180 bis hin zur Saga Håkon Håkonssons von 1265, dass Olav der Heilige die erste Fassung des Christenrechts auf dem Mostrathing (1024) hat aufzeichnen lassen, in Frage zu stellen.[9]

- Tore Iversen (2001) setzt die frühesten Fassungen auf den Beginn des 12. Jahrhunderts an und stützt sich dabei auf die sporadisch alte Bedeutung des Nomens eign, das anfangs noch das königliche Pachtland bezeichnete, später erst das Privateigentum selbst.[10]

- Knut Helle (2001) geht von einer Festlegung des Rechts zur Zeit von Olav dem Heiligen aus, aber ohne Niederschrift. Es handele sich um einen typisch gesprochenen Text. Auch er glaubt, dass die erste Niederschrift unter Olav Kyrre im Zuge seiner kirchenfreundlichen Politik geschah, sicherlich nicht nach 1117, als die isländischen Gesetze zur Niederschrift kamen.[11] Helle und Taranger stellten darüber hinaus neben großen Ähnlichkeiten der verschiedenen Bezirksgesetze in Bezug auf das Christenrecht auch eine enge Verwandtschaft zu den angelsächsischen Rechtsbüchern des 10. und 11. Jahrhunderts fest, die sie darauf zurückführten, dass ja der erste Bischof in Norwegen Grimkell, den Olav der Heilige mitbrachte, aus England kam. So ist die besondere Behandlung des Christenrechts im ersten Kapitel typisch für die Gesetzgebung nach Æthelstan (925–939), hat aber keine Parallelen in der germanischen Rechtstradition dieser Zeit. Außerdem gibt es besondere inhaltliche Parallelen zu Vorschriften unter König Edgar (959–975), so z. B., dass der Sonntag am Samstagmittag beginnt, oder dass die Priester verpflichtet werden, die Gemeindemitglieder über die Fasten- und Festtage zu unterrichten.

- Mortensen (2006) plädiert in seiner neuesten Arbeit aus buchgeschichtlichen Gründen wieder für das 12. Jahrhundert und führt an, dass erst zu dieser Zeit muttersprachliche Texte in Skandinavien aufgrund metasprachlicher Vorarbeiten über Lautlehre und Grammatik, die erst am Anfang des 12. Jahrhunderts verfasst wurden, wahrscheinlich gemacht werden können.[12]

Bei einer Reihe von Regelungen sind in der überlieferten Fassung sowohl die Fassung von Olav als auch die Fassung von Magnus Erlingsson festgehalten. Diese Fassung nennt sich Codex Ranzowianus und ist in Norges gamle Love abgedruckt. Sie muss auf jeden Fall erst nach 1163 entstanden sein, da in ihr die Thronfolgeregelung enthalten ist, die grundsätzlich nur den ältesten ehelichen Sohn eines Königs für thronfolgeberechtigt erklärt, was erst durch die Verhandlungen zwischen Erling Skakke und Erzbischof Øystein anlässlich der Krönung Magnus Erlingssons im Spätsommer 1163 ins Gesetz kam.

## Inhaltliches

### Allgemeines
Das Gulathingslov ist kein Gesetz im heutigen Sinne, sondern eine Aufzeichnung des mündlich vorgetragenen alten Rechts. Schriftliche Urkunden hatten gegenüber Zeugen keinen Vorrang in der Beweiskraft, und so hatte auch die schriftliche Rechtsaufzeichnung keinen Vorrang gegenüber dem Gesetzesvortrag. Die Nr. 314 endet mit folgender Klarstellung:

„Nun haben wir die Ordnung unserer Landesverteidigung schriftlich niedergelegt, und wir wissen nicht, ob das richtig oder unrichtig ist. Und wenn es unrichtig ist, sollen wir uns an die gesetzlichen Bestimmungen über unsere Wehrpflichten halten, wie sie früher gewesen sind und Atli sie vor den Männern in Gule vorgetragen hat, außer dass der König uns anderes aufgeben will und wir uns alle zusammen darüber einig werden.“

Diese Bemerkung belegt nicht nur die Nachrangigkeit der schriftlichen Aufzeichnung, sondern auch, dass dem König in jener Zeit noch nicht die alleinige Gesetzgebungsbefugnis zustand, sondern dass er auf die Zustimmung der Thingversammlung angewiesen war. Aber es konnte nicht ausbleiben, dass die Autorität des unveränderlichen, geschriebenen Textes auf Kosten des mündlichen Vortrags allmählich zunahm.
Die fehlende Verbindlichkeit ließ auch Einschübe und Veränderungen zu, die sogar zu Widersprüchen führen können. Auch ist eine im Groben festzustellende Systematik nicht durchgehalten.
Das Gesetz ist in 11 Bücher aufgeteilt, die Vorschriften werden aber einfach durchgezählt von 1 bis 320.
1. Christenrecht
2. Kauf
3. Landpacht
4. Erbrecht
5. Thingrecht
6. Mannheiligkeit (Strafrecht über Taten gegen die Person)
7. Diebstahl
8. Herausgabeanspruch des Odals
9. Wehrordnung
10. Bußberechnung
11. Sühneformel

### Spezielle Regelungen
Unter dieser Überschrift werden einzelne Vorschriften zitiert, die von besonderem Interesse sind, da sie rechts- oder kulturhistorisch interessante Informationen wiedergeben oder in anderen Zusammenhängen politische Bedeutung hatten.

„Das ist nun das nächste, dass der in Norwegen König sein soll, der ein ehelich geborener Sohn des Königs von Norwegen ist, ausgenommen, er ist besessen von Bosheit oder Blödigkeit.“

Dies ist die Vorschrift, auf die die Annahme gestützt wird, dass die Niederschrift erst nach 1163 erfolgt sein müsse. Siehe oben.

„Olgerð hafum ver enn heiti at gera boande oc huspreyia iamvæge sitt. oc signa þatt nott hina helgu til Krist þacca. oc sancta Mariu. til árs. oc til friðar. En ef eigi er svar gort. þa scal böta firi þat. morcom .iij. biscope. En ef hann sitr sva vetr .iij. at han helldr eigi olgerðum upp. oc verðr hann at þvi kunnr oc sannr. … þa hever hann firi gort hverjum penningi fear sins. þat a halft konungr várr. en halft biscop. En han a kost at ganga til skrifta oc böta við Krist. oc vera i Norege. En ef hann vill þat eigi þa scal hann fara or landeign konongs várs.“

„Wir haben angeordnet, dass ein Biertrunk zu stellen ist, ein gleiches Maß der Bonde und die Hausfrau, und dieser in der Heiligen Nacht Christus und der Heiligen Maria zum Dank für ein gutes Jahr und Frieden zu weihen ist. Und wenn das nicht so gemacht wird, dann soll man dafür mit 3 Mark dem Bischof büßen. Wenn jemand sich aber drei Winter hindurch so verhält, dass er den jährlichen Biertrunk nicht einhält, und das wird bekannt und bewiesen, ... so hat er verwirkt jeden Pfennig seines Vermögens. Die Hälfte davon erhält der König, die andere der Bischof. Aber er hat die Möglichkeit, zur Beichte zu gehen und vor Christus zu büßen und in Norwegen zu bleiben. Aber wenn er das nicht will, dann soll er aus dem Herrschaftsbereich unseres Königs [„Landeign konungs“] fahren.“

Diese Vorschrift ist in zweifacher Hinsicht von Interesse: Zum einen findet sich hier das Jul-Bier als christliche Adaption eines heidnischen Brauchs (das gemeinschaftliche Trinken eines Bieres wird noch öfters an anderen Stellen vorgeschrieben). Zum anderen findet sich der Ausdruck Landeign für den Machtbereich des Königs, der offenbar als eine Art direkter Obereigentümer über das gesamte Land angesehen wurde.

„Und wir haben es mit unserem Bischof so ausgemacht, dass er uns den geistlichen Dienst leisten soll, wir aber sollen ihn in der Weise erwerben, dass wir voll und ganz den Zehnten sowohl von der Ernte als auch vom Viehzuwachs, dem Fischfang und dem sonstigen Erwerb geben. Und den Zehnten soll man so teilen, dass der Bischof ein Viertel, die Armen ein Viertel, die Kirche ein Viertel und der Priester ein Viertel bekommen...“

Diese Vorschrift, die in der Überschrift Magnus zugeschrieben wird, kann erst nach 1111 unter Sigurd Jorsalafari eingefügt worden sein. Die Aufteilung findet sich auch im Decretum Gratiani (um 1140). Die Formulierung legt nahe, dass der Zehnte offenbar nicht mit dem Erzbischof für das ganze Land verabredet wurde, sondern zunächst nur in der näheren Umgebung von Bergen eingeführt war und dann ausgeweitet wurde.

„Und wir haben es so ausgemacht mit unserem Bischof, dass er uns den geistlichen Dienst leisten soll. Und den sollen wir von ihm für einen Örtug für je 40 Nasen innerhalb unseres Gesetzesbereichs kaufen.“

Diese Vorschrift wird in der Überschrift Olav zugeschrieben und ist offensichtlich älter. Der Ausdruck Nase für Person ist in der damaligen Gesetzessprache üblich und hat sich bis heute im umgangssprachlichen Ausdruck pro Nase erhalten.

„Nun ist das Nächste, dass der Bischof über die Kirchen verfügen soll, wie Olav der Heilige dem Bischof Grimkell auf dem Thing zu Mostra zugestanden hat und wie wir uns später darüber verständigt haben. Unser Bischof soll nun Priester, von denen er weiß, dass sie im Stande sind, den Leuten die richtigen geistlichen Dienste zu leisten, für alle Kirchen einsetzen. Und wir sollen dem Priester den Unterhalt gewähren, ...“

Hier findet sich im Gegensatz zum Frostathingslov keine Spur mehr von einem vorangegangenen Patronatsrecht des Eigenkirchenherrn.

„Hier hat König Magnus unablösbare Friedlosigkeit eingeführt, wo König Olav eine Buße von drei Mark angesetzt hatte: Wenn ein Mann sein Kind aussetzt, getauft oder ungetauft, und es umkommen lässt, und das wird bekannt und bewiesen, so hat er verwirkt Vermögen und Frieden. Und wir nennen das den großen Mord.“

Das Verbot der Kindesaussetzung hat sich erst allmählich durchgesetzt. Im Folgenden werden der Fall der Aussetzung durch einen Knecht, die Beweisfragen und andere Probleme mit Heiden behandelt.

„Ein Mann soll nur eine Eigenfrau haben.“

„Das ist nun das nächste, dass wir uns nicht nach Weissagungen, Zauber und bösen Künsten richten sollen. Und wenn das von einem bekannt und bewiesen wird, da ist er friedlos und verliert den Schutz des Gesetzes, da soll er büßen mit 40 Mark, die Hälfte an den König, die andere an den Bischof.“

„Wenn der Bischof von seinem Schiff aus ins Land fährt, eine Kirche zu weihen oder sonst einen Amtsdienst zu leisten ..., da sollen die Bonden ihm 18 Reisepferde stellen und 30, wenn er kommt, eine Hauptkirche zu weihen.“

„Nun soll man alle Käufe halten, die mit Handschlag abgeschlossen wurden und zwar so, dass, wenn Männer, die zu solchen Geschäften befugt sind, miteinander solche Verträge schließen, Zeugen davon wissen, außer es verkaufe ein Mann etwas, das ihm nicht gehört oder es wäre dabei eine Unredlichkeit.“

In Nr. 56 wird die beschränkte Geschäftsfähigkeit von Frauen geregelt.
In Nr. 70 wird der Annahmeverzug bei Dienstverträgen geregelt.
Über die Armenfürsorge wird in Nr. 130 bestimmt, dass zunächst dessen Familie unterhaltspflichtig ist. Dann, wenn ein Armer zu einem Hof kommt, wird weiter bestimmt:

„Der Bauer tue eins von beiden wie er will: Er lasse ihn seinen Weg zurückgehen oder er bringt ihn zum Thing. Dann mögen die Thingleute entscheiden, wohin man ihn schaffen soll. Wenn er ihn aber den gleichen Weg zurückschickt, da soll der Arme zu den gleichen Übernachtungsstellen ziehen wie auf dem Herweg, und wer ihn nicht aufnimmt, zahlt drei Øre Strafe. Wer ihn nicht aufnimmt, ist, wenn er wegen der Obdachlosigkeit stirbt, in Höhe von drei Mark Buße verantwortlich.“

In Nr. 223 sind die zugelassenen Zahlungsmittel für die Entrichtung einer Buße festgelegt. Siehe Zahlungsmittel.
Im 8. Kapitel werden die Rechtsverhältnisse am Odals-Land geregelt: Das Vorkaufsrecht der Odals-Genossen, das Erbrecht von Frauen am Odals-Land, befristeter Verkauf mit Rückkaufsrecht und Verkauf unter unbefristetem Vorbehalt des Rückkaufs.

„Der König darf aufbieten und hat den Aufbietungsbann über unsere Ausfahrt. Wir dürfen ihm das Landesaufgebot [„Leidang“] bis zu den Landesenden nicht verweigern, wenn er es zu seinem Bedarf und uns zum Nutzen aufbietet. Alle Männer sollen das mit gleicher Verpflichtung tun, so wie es der König uns auferlegt hat.“

Es folgen Vorschriften über die Berechnung der zu stellenden Männer und welche Personen dabei unberücksichtigt bleiben (z. B. Geistliche). Dabei heißt es unter anderem:

„Der Messepriester hat keine Heerespflicht zu leisten, auch nicht seine Frau und sein Kaplan.“

Es wird im Folgenden geregelt, dass der König den Schiffsführer bestimmt, wie der Schiffskoch bestimmt wird und dass ein Zwanzigruderer nicht seeklar ist, wenn fünf oder mehr Ruderplätze unbesetzt sind. Wenn es nicht gelingt, sie zu besetzen, dann sollen die Männer anderen Schiffen angeboten werden. Wenn diese sie nicht übernehmen können, dann sollen sie ihr Schiff verkürzen, aber nicht unter einen Dreizehnruderer. Wenn das nicht reicht, sind die Männer auf einem neuen Thing neu aufzuteilen.
Zur Bewaffnung wird in der Vorschrift über den Waffenappell folgendes vorgeschrieben:

„Immer wenn ein Waffenthing gehalten werden soll, da soll der Amtswalter oder Lehnsmann es im Herbst ansagen und im Frühjahr abhalten. Alle freien und volljährigen Männer müssen es aufsuchen, oder jeder von ihnen ist mit drei Øre straffällig. Da sollen die Männer ihre Waffen vorweisen, wie es vom Gesetz bestimmt ist. Der Mann soll eine Breitaxt oder Schwert haben, einen Speer und einen Schild, über den mindestens drei Eisenbänder quergelegt sind und der Handgriff mit Eisennägeln angenagelt ist. Auf jede Waffe ist eine Strafe von drei Øre angesetzt [wenn sie fehlt]. Außerdem sollen die Bonden für jeden Ruderplatz zwei Dutzend Pfeile und einen Bogen stellen. Für jeden fehlenden Pfeil sollen sie einen Øre bezahlen und drei für den Bogen.“